# Alerte aux Indes
Pour plus de détails, voir Fiche technique et Distribution.
Alerte aux Indes (titre original : The Drum) est un film britannique en Technicolor réalisé par Zoltan Korda en 1938.

## Synopsis
En Inde britannique, le gouverneur de Peshawar envoie son représentant, le capitaine Carruthers, négocier un traité avec Mohammed Khan, maharajah de Tokot. Peu après la signature de l'accord de paix, le prince Ghul fait assassiner le monarque, son frère, et prend le pouvoir. Le prince Azim, fils du Khan et héritier du trône, doit s'enfuir car sa vie est également menacée. Carruthers est à nouveau dépêché auprès de Ghul, afin de connaître ses intentions vis-à-vis des Anglais.

## Fiche technique
- Titre : Alerte aux Indes
- Titre original : The Drum
- Réalisation : Zoltan Korda
- Scénario : Arthur Wimperis, Patrick Kirwan et Hugh Gray, d'après le roman éponyme d'A.E.W. Mason, adapté par Lajos Biro
- Décors : Vincent Korda
- Costumes : René Hubert
- Photographie : Georges Périnal et Osmond Borradaile
- Montage : Henry Cornelius et William Hornbeck
- Musique : John Greenwood
  - Musique additionnelle : Miklós Rózsa
- Producteur : Alexander Korda
- Société de production : London Films
- Société de distribution : United Artists
- Format : couleur (Technicolor) - pellicule : 35 mm - Format d'image : 1,37:1 - son : Mono (Western Electric Mirrophonic Noiseless Wide Range Recording)
- Genre : Aventures
- Durée : 104 min
- Dates de sortie :
  - Royaume-Uni : 1er avril 1938
  - France : 23 juin 1938

## Distribution
- Sabu : le prince Azim
- Raymond Massey : le prince Ghul
- Roger Livesey : le capitaine Carruthers
- Valerie Hobson : Mme Carruthers
- David Tree : le lieutenant Escot
- Desmond Tester : Bill Holder
- Francis L. Sullivan : le gouverneur
- Archibald Batty : le major Bond
- Frederick Culley : le docteur Murphy
- Amid Taftazani : Mohammed Khan
- Lawrence Baskcomb : Zarullah
- Roy Emerton : Wafadar
- Michael Martin Harvey : Mullah
- Martin Walker (en) : Herrick
- Ronald Adam : le major Gregoff
- Charles Oliver : Rajab
- Julian Mitchell : le sergent
- Miriam Pieris : la danseuse hindoue

## Commentaires
En 1937, Mary de Teck visite les Denham Film Studios durant la production du film.